# Adobe Dreamweaver
Adobe Dreamweaver je računalniški program za spletni razvoj, prvotno razvit v podjetju Allaire Systems, ki ga je Macromedia pridobila okoli leta 1998 in je zdaj v lasti Adobe Systems, ki je kupil Macromedio leta 2005. 
Dreamweaver je na voljo za Mac in Windows operacijske sisteme. Nedavne različice vključujejo podporo za spletne tehnologije, kot so CSS, Javascript, ter različne strežniške skriptne jezike in okvirje, vključno z ASP.NET, ColdFusion, JavaServer Pages (JSP) in PHP.

## Lastnosti
Dreamweaver uporabnikom omogoča predogled spletne strani v lokalno nameščenih spletnih brskalnikih. Omogoča prenos in sinhronizacijo, sposobnost najti in zamenjati vrstice besedila ali kode z iskanjem izrazov in zvez na celi strani in funkcijo predloge, ki omogoča posodobitev iz enega samega vira skupne kode in postavitev celotnih območij brez vključevanja strežnike strani ali skripte. Vedenjska plošča omogoča tudi uporabo osnovnih JavaScript brez kodirnega znanja in integracija z Adobe's Spry Ajax okvirji nudi enostaven dostop do dinamično ustvarjenih vsebin in vmesnikov. 
Dreamweaver lahko uporablja tretje-osebne razširitve za razširitev osnovne funkcionalnosti aplikacije, ki jo lahko napiše vsak spletni razvijalec (predvsem v HTML in JavaScript). Dreamweaver je podprt s strani velike skupine razvijalcev, ki omogočaijo, da so končnice na voljo za večino nalog za razvoj preprostih učinkov rollover in z vsemi funkcijami nakupovalnih vozičkov. 
Dreamweaver tako kot drugi programi za urejanje HTML kode ureja datoteke na lokalni ravni, nato pa jih naloži/posodobi na oddaljenem spletnem strežniku z uporabo FTP, SFTP, ali WebDAV protokolov. Dreamweaver CS4 podpira Subversion (SVN), sistem za nadzor različic. 

## Sintaktično  poudarjanje
Od različice [dreamweaver[6]], Dreamweaver podpira sintaktično poudarjanje za naslednje jezike: 
- ActionScript
- Active Server Pages (ASP).
- ASP.NET (ni podpirt kot v različici CS4 - http://kb2.adobe.com/cps/402/kb402489.html)
- C#
- Cascading Style Sheets (CSS)
- ColdFusion
- EDML
- Extensible HyperText Markup Language (XHTML)
- Extensible Markup Language (XML)
- Extensible Stylesheet Language Transformations (XSLT)
- HyperText Markup Language (HTML)
- Java
- JavaScript
- JavaServer Pages (JSP) (ni podpirt kot v različici CS4 - http://kb2.adobe.com/cps/402/kb402489.html)
- PHP: Hypertext Preprocessor (PHP)
- Visual Basic (VB)
- Visual Basic Script Edition (VBScript)
- Wireless Markup Language (WML)

### Jezikovna razpoložljivost/paketi
Adobe Dreamweaver CS5 je na voljo v naslednjih jezikih:
- Brazilski portugalščini,
- preprosti kitajščini ,
- tradicionalni kitajščini,
- češčini,
- nizozemščini,
- angleščini,
- francosčini,
- nemščini,
- italijanščini,
- japonščini,
- korejščini,
- poljščini,
- ruščini,
- španščini,
- švedščini
- turščini.

## Zgodovina
| Proizvajalec | Glavna različica | Posodobitve  | Datum izdaje       | Opombe                                  |
| ------------ | ---------------- | ------------ | ------------------ | --------------------------------------- |
| Macromedia   | 1.0              | 1.0          | December 1997      | Prva verzija; samo za Mac OS.           |
| Macromedia   | 1.0              | 1.2          | Marec 1998         | Prva verzija za Windows.                |
| Macromedia   | 2.0              | 2.0          | December 1998      |                                         |
| Macromedia   | 3.0              | 3.0          | December 1999      |                                         |
| Macromedia   | 3.0              | UltraDev 1.0 | Junij 1999         |                                         |
| Macromedia   | 4.0              | 4.0          | December 2000      |                                         |
| Macromedia   | 4.0              | UltraDev 4.0 | December 2000      |                                         |
| Macromedia   | 6.0              | MX           | 29. maj 2002       |                                         |
| Macromedia   | 7.0              | MX 2004      | 10. september 2003 |                                         |
| Macromedia   | 8.0              | 8.0          | 13. september 2005 | Last Macromedia version.                |
| Adobe        | 9.0              | CS3          | 16. april 2007     | Nadomesti Adobe GoLive zCreative Suite. |
| Adobe        | 10.0             | CS4          | 23. september 2008 |                                         |
| Adobe        | 11.0             | CS5          | 12. april 2010     |                                         |
| Adobe        | 11.5             | CS5.5        | 12 April 2011      |                                         |

| Barva  | Legenda                           |
| ------ | --------------------------------- |
| Red    | Stara verzija, ki ni več podprta  |
| Yellow | Stara verzija, ki jo še podpirajo |
| Green  | Trenutna verzija                  |